# 勢峠
勢峠（せいとうげ）は、福井県小浜市にある峠である。

## 概要
標高113mの国道27号の旧道上に位置する峠であり、小浜市東勢と青井を隔てている。江戸時代までは遠敷郡と大飯郡を隔てていた歴史ある峠である。この峠のある丹後街道は現在国道27号としてその姿を残しているが、国道は直下を勢浜トンネルが貫きそこを通っている。またJR小浜線の線路も同名のトンネルが掘削され、そこを通っている。かつては若狭湾沿岸部の数少ない難所として知られていたが、現在ではほとんど当時の状況をうかがい知ることは出来ない峠である。

## 道路状況
車両での通行が可能な峠である。アスファルトで舗装されており、峠付近に畑などもある為、頻繁に落ち葉や倒木の処理などもされていて道路状況は極めて良好といえるだろう。しかし道幅は峠から福井県道222号中井青井線までの区間と峠から国道27号までの区間が1.5車線程度、峠から福井県道235号加斗袖崎住吉線までの区間が1.0車線程度と非常に狭路である。後者の福井県道235号に至る区間は他の区間と違い、ほとんど道路整備がされておらず廃道に近い状態となっている。

## 隣接する峠
- 谷田部峠